# Bizerta
Bizerta nebo také Banzart (francouzsky Bizerte, arabsky بنزرت) je město v Tunisku, žije v něm 136 917 obyvatel (sčítání v roce 2014). Je nejsevernějším městem Afriky, nachází se přes 60 km severozápadně od hlavního města Tunisu nedaleko Bílého mysu mezi pobřežím Středozemního moře a Bizertským jezerem, které je s mořem spojeno umělým průplavem. Město je sídlem stejnojmenného guvernorátu.

## Historie
Je pokládána za nejstarší město na tuniském území, založili ji Féničané z Týru v 11. století př. n. l.. V římských dobách nesla název Hippo Diarrhytus, což je dosud jméno titulární diecéze. Byzantinci zde vybudovali velkou pevnost, v roce 647 město dobyli Arabové. Bizerta patřila k základnám berberských pirátů, v letech 1535 až 1574 ji obsadili Španělé, od roku 1881 se stala stejně jako zbytek Tuniska francouzským protektorátem. Vzhledem k jeho strategickému významu si Francouzi město spolu se sousedním Ferryville podrželi i po roce 1956, kdy získalo Tunisko nezávislost. V červenci 1961 nastala Bizertská krize, kdy se tuniská armáda pokusila enklávu obsadit, v následujících bojích padlo okolo sedmi set tuniských vojáků, kterým byl na místním hřbitově odhalen pomník. Francie nakonec předala Bizertu Tunisku 15. října 1963.

## Ekonomika
Město přitahuje turisty díky plážím i zachovanému historickému centru zvanému Medina. Bizerta je důležitým obchodním i vojenským přístavem, má největší ropnou rafinérii v Tunisku. Významný je také cementárenský, textilní a potravinářský průmysl.

## Zajímavosti
V letech 1921 až 1924 našla v bizertském přístavu útočiště Bělogvardějská námořní eskadra. Její lodě byly poté předány sovětským úřadům a vzhledem k havarijnímu stavu sešrotovány. Památkou na pobyt Rusů ve městě je pravoslavný kostel sv. Alexandra Něvského z roku 1937.
Městský amfiteátr každoročně v červenci hostí mezinárodní hudební festival.
Místní fotbalový klub CA Bizertin je čtyřnásobným mistrem Tuniska.

## Rodáci
- Georges Madon, francouzský stíhací pilot
- Pierre Cohen, politik
- Abdelmadžíd Lachal, herec
- Malek Džazírí, tenista
- Hamdi Harbaoui, fotbalista

## Partnerská města
- Palermo, Itálie (2000)
- Annába, Alžírsko
- Kalamata, Řecko
- Port Said, Egypt
- Tanger, Maroko
- Petrohrad, Rusko
- Cherson, Ukrajina
- Oran, Alžírsko
- Clermont-Ferrand, Francie